# Комсомольское рудоуправление
Комсомольское рудоуправление — предприятие горнорудной промышленности. Расположено в городе Комсомольское/Кальмиусское Донецкой области Украины. С 2014 город и предприятие находятся под контролем самопровозглашённой Донецкой Народной Республики.
ЧАО «Комсомольское рудоуправление» являлось крупнейшим на Украине производителем известняка для металлургических предприятий и сахарной промышленности. На его долю производства приходилось около 40 % флюсовых известняков на Украине.

## История
Предприятие основано в 1933 году на базе разведанного в 1930—1933 годах Каракубского месторождения известняков и в 1934 году в введено в эксплуатацию с целью добычи и переработки флюсовых известняков. Данный материал используется для конвертерного и ферросплавного производства стали, доменного производства чугуна и для литейных цехов, для и сахарной промышленности; известняк технологический – для производства строительной извести, карбида, в химической промышленности – для получения соды. Щебень применяется в дорожном строительстве. Само Каракубское месторождение расположено в зоне сочленения Донецкого каменноугольного бассейна и Приазовского кристаллического массива. Имеет пластообразные залежи карбонатных пород нижнего карбона. На месторождении выделяли 6 участков флюсовых известняков, которые вместе с подстилающими породами образуют пологие синклинальные и антиклинальные складки, разбитые разломами. Первоначально были организованы три карьера, две дробильно-обогатительные фабрики, ремонтно-механический и другие цеха. На 1984 год балансовые запасы известняков оценивались в 402,7 млн. тонн. В 1995 году предприятие переучреждено как ЧАО «Комсомольское горнорудное предприятие». В 2011 году предприятие вошло в состав Железорудного дивизиона Группы «Метинвест» как ЧАО «Комсомольское рудоуправление». До 2014 года «Комсомольское рудоуправление» являлось крупным промышленным центром, который обеспечивал флюсовым известняком металлургическую, химическую, пищевую промышленность, строительные предприятия и сельское хозяйство Украины и стран ближнего зарубежья. В состав управления входили более 100 предприятий.
С весны 2017 года предприятие стало полностью находиться под контролем Министерства промышленности ДНР. И 15 марта 2017 года Группа «Метинвест» объявила о полной потере контроля над рядом свои предприятий, оказавшихся на территории под контролем ДНР и ЛНР, в том числе над «Комсомольским рудоуправлением».
С этого же периода предприятия угольной промышленности и металлургии контролируемые ДНР и ЛНР, в том числе Комсомольское рудоуправление, были переданы под управление южноосетинской ЗАО «Внешторгсервис». 11 июня 2021 года было объявлено, что сотрудничество с этой управляющей компанией было разорвано и привлечён новый инвестор — Евгений Юрченко. Вскоре Евгением Юрченко была организована компания «Южный горно-металлургический комплекс», под контроль которой переведены металлургические и горнорудные предприятия ДНР и ЛНР.

## Показатели
Производственная мощность предприятия в год – 9 млн.т. Основным контрагентом предприятия является Донецкий металлургический завод.